# Fearless (песня Тейлор Свифт)
«Fearless» (с англ. — «Бесстрашный») — песня американской певицы Тейлор Свифт из её второго студийного альбома Fearless (2008).
Песня достигла 9 места в США (в «Горячей сотне» журнала «Билборд»).

## Сюжет песни
Как пишет сайт About.com, на своём концерте в Gold Country Casino Свифт сказала, что эта песня о лучшем свидании, которое ей ещё только предстоит.
Тейлор Свифт рассказывала сайту That’s Country:
Эта песня о бесстрашии, с которым влюбляешься. Не имеет значения, как много песен о разрывах/расставаниях ты пишешь, не имеет значения, сколько раз тебе бывает больно, ты всегда влюбишься снова. Когда я написала «Fearless», я ни с кем не встречалась. Я не находилась даже на начальной стадии отношений с кем-то. Я реально была в турне совсем одна, и мне пришла эта идея песни про лучшее первое свидание. Я думаю, иногда, когда ты пишешь песни о любви, ты не пишешь их о том, что с тобой происходит сейчас, ты пишешь о том, что ты хотел(а) бы, чтобы у тебя было. Таким образом, эта песня о лучшем первом свидании, которого у меня пока не было.

Музыкальный сайт Songfacts рассказывает: 
Одна из тем в альбоме Fearless — поцелуи. Например, в этой песне Свифт описывает первый поцелуй как «безупречный», в то время как в «That’s The Way I Loved You» она о том, как целовалась под дождём. Свифт призналась CMT Radio, что её очаровывает «тема любви и поцелуев и разрывов и сказок и мальчиков» (англ. theme of love and kissing and breaking up and fairy tales and boys). Она добавила: «Это то, про что я люблю писать песни. Смешно, как ты можешь упоминать одну и ту же тему например, поцелуи, и делать так, что она в разных песнях будет совсем разной и будет иметь разное значение».

## История создания
Тейлор Свифт начала писать эту песню с Лиз Роуз (с которой тогда часто сочиняла вместе). Потом Свифт призвала на помощь Хиллари Линдзи (наиболее известную как автора песни Кэрри Андервуд «Jesus, Take the Wheel»), которая песню и закончила.

## Отзывы

### Итоговые списки
| Год  | Организация | Награда               | Результат | Ссылка |
| ---- | ----------- | --------------------- | --------- | ------ |
| 2010 | BMI Awards  | Award-Winning Songs   | Победа    | [ 2 ]  |
| 2010 | BMI Awards  | Publisher of the Year | Победа    | [ 2 ]  |

## Список треков
- US digital download

1. «Fearless» (сингловая версия) — 4:01

- US / EU CD single

1. «Fearless» (версия для радио) — 4:01

## Чарты
| Чарт (2008—2010)                         | Высшая позиция |
| ---------------------------------------- | -------------- |
| Канада (Billboard Canadian Hot 100)      | 69             |
| Канада (Billboard Country)               | 7              |
| Испания (PROMUSICAE)                     | 32             |
| Великобритания (Official Charts Company) | 111            |
| США (Billboard Hot 100)                  | 9              |
| США (Billboard Pop 100)                  | 18             |
| США (Billboard Hot Country Songs)        | 10             |

| Чарт (2010)             | Позиция |
| ----------------------- | ------- |
| США (Hot Country Songs) | 55      |

| Регион                                                      | Сертификация | Продажи    |
| ----------------------------------------------------------- | ------------ | ---------- |
| США (RIAA)                                                  | Платиновый   | 1 000 000^ |
| ^ Данные о тиражах приведены только на основе сертификации. |              |            |

## Fearless (Taylor’s Version)
11 февраля 2021 года Свифт анонсировала в программе Good Morning America, что перезаписанная версия «Fearless» под названием «Fearless (Taylor’s Version)» будет выпущена 9 апреля 2021 года в качестве первого трека из Fearless (Taylor's Version), перезаписанной версии второго студийного альбома Fearless.

### Чарты
| Чарт (2021)                         | Высшая позиция |
| ----------------------------------- | -------------- |
| Австралия (ARIA)                    | 54             |
| Канада (Billboard Canadian Hot 100) | 46             |
| Мир (Billboard Global 200)          | 53             |
| Новая Зеландия (RMNZ)               | 4              |
| Сингапур (RIAS)                     | 26             |
| США (Billboard Hot 100)             | 71             |
| США (Billboard Hot Country Songs)   | 14             |